# Onorificenze dell'Uzbekistan
Decorazioni, onorificenze e medaglie concesse dall'Uzbekistan.
Nella pagina le decorazioni sono indicate per ordine di precedenza e di importanza.

## Titoli
- Titolo «Uzbekistan Kahramoni» (Titolo «Eroe dell'Uzbekistan») (05.05.1994)

## Ordini (Ordeni)
- Ordine «Mustaqillik» (05.05.1994)
- Ordine «Amir Temur» (00.00.1996)
- Ordine «Jaloliddin Manguberdi» (30.08.2000)
- Ordine «Buyuk xizmatlari uchun» (Ordine del «Servizio Distinto») (29.08.1996)
- Ordine «El-yurt hurmati» (16.09.2017)
- Ordine «Fidokorona xizmatlari uchun» (29.08.2003)
- Ordine «Mehnat shuhrati»
- Ordine «Sog'lom avlod uchun» 1º Grado
- Ordine «Sog'lom avlod uchun» 2º Grado
- Ordine «Shon-sharaf» 1º Grado
- Ordine «Shon-sharaf» 2º Grado
- Ordine «Do`stlik» (Ordine dell'«Amicizia»)

## Medaglie
- Medaglia «Jasorat»
- Medaglia «Sodiq xizmatlari uchun»
- Medaglia «Shuhrat»
- Medaglia Giubilare «70 let Pobedy v Velikoj Otečestvennoj vojne 1941—1945 gg.» (Medaglia Giubilare per i «70 anni della Vittoria della Grande Guerra Patriottica 1941—1945»)

## Premi di Stato
- Premio di Stato «Zulfiya»

## Titoli Onorari
- Titolo Onorario «Onorato Lavoratore dell'Aviazione Civile della Repubblica dell'Uzbekistan»
- Titolo Onorario «Onorato Lavoratore delle Comunicazioni della Repubblica dell'Uzbekistan»
- Titolo Onorario «Bakhshi del Popolo della Repubblica dell'Uzbekistan»
- Titolo Onorario «Scrittore del Popolo della Repubblica dell'Uzbekistan»
- Titolo Onorario «Onorato Giornalista della Repubblica dell'Uzbekistan»
- Titolo Onorario «Onorato Economista della Repubblica dell'Uzbekistan»
- Titolo Onorario «Onorato Irrigatore della Repubblica dell'Uzbekistan»
- Titolo Onorario «Uzbekistan Iftihori»
- Titolo Onorario «Onorato Inventore ed Innovatore della Repubblica dell'Uzbekistan»
- Titolo Onorario «Onorato Lavoratore di Aree Comunali, Domestiche e Commerciali della Repubblica dell'Uzbekistan»
- Titolo Onorario «Onorato Lavoratore dell'Agricoltura della Repubblica dell'Uzbekistan»
- Titolo Onorario «Onorato Costruttore della Repubblica dell'Uzbekistan»
- Titolo Onorario «Onorato Lavoratore della Curtura della Repubblica dell'Uzbekistan»
- Titolo Onorario «Onorato Architetto della Repubblica dell'Uzbekistan»
- Titolo Onorario «Onorato Coltivatore di Cotone della Repubblica dell'Uzbekistan»
- Titolo Onorario «Onorato Sericultore della Repubblica dell'Uzbekistan»
- Titolo Onorario «Artista del Popolo della Repubblica dell'Uzbekistan»
- Titolo Onorario «Onorato Lavoratore dell'Industria della Repubblica dell'Uzbekistan»
- Titolo Onorario «Onorato Artista dell'Uzbekistan»
- Titolo Onorario «Onorato Lavoratore dell'Assistenza Sanitaria della Repubblica dell'Uzbekistan»
- Titolo Onorario «Onorato Allenatore della Repubblica dell'Uzbekistan»
- Titolo Onorario «Onorato Atleta dell'Uzbekistan»
- Titolo Onorario «Onorato Lavoratore del Trasporto della Repubblica dell'Uzbekistan»
- Titolo Onorario «Insegnante Nazionale della Repubblica dell'Uzbekistan»
- Titolo Onorario «Artista del Popolo della Repubblica dell'Uzbekistan»
- Titolo Onorario «Onorato Lavoratore della Scienza della Repubblica dell'Uzbekistan»
- Titolo Onorario «Artista del Popolo della Repubblica dell'Uzbekistan»
- Titolo Onorario «Onorato Lavoratore dell'Edcazione della Repubblica dell'Uzbekistan»
- Titolo Onorario «Onorato Artista dell'Uzbekistan»
- Titolo Onorario «Onorato Allenatore Giovanile della Repubblica dell'Uzbekistan»
- Titolo Onorario «Khofiz del Popolo della Repubblica dell'Uzbekistan»
- Titolo Onorario «Onorato Allevatore della Repubblica dell'Uzbekistan»
- Titolo Onorario «Poeta del Popolo della Repubblica dell'Uzbekistan»
- Titolo Onorario «Onorato Avvocato della Repubblica dell'Uzbekistan»